# طيف مضاد المكروبات

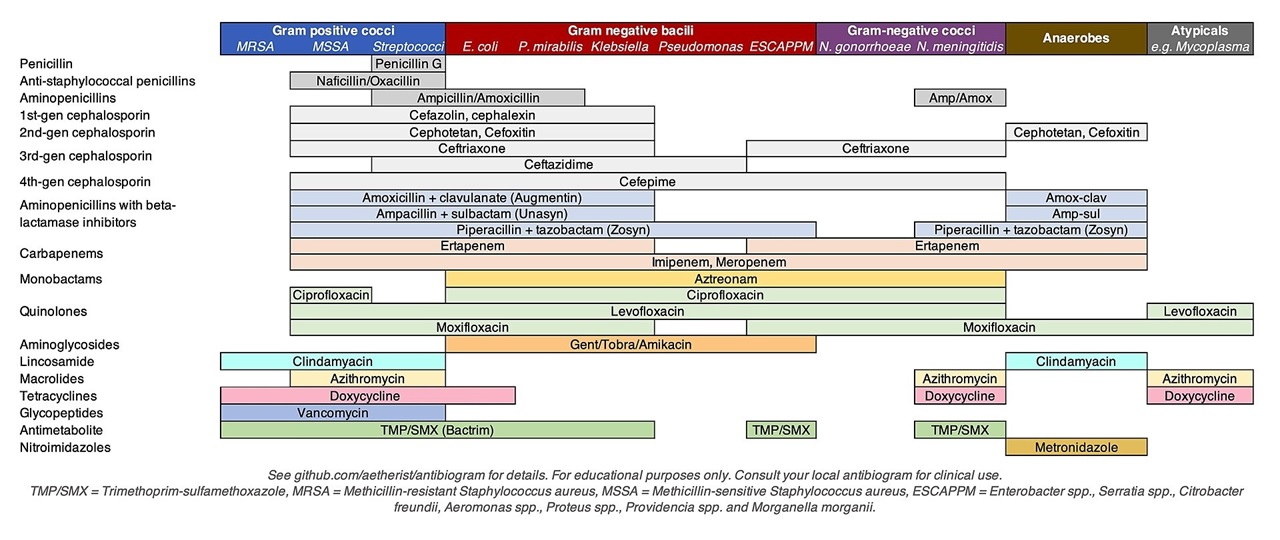
مخططٌ مبسط يوضح البكتيريا المسببة للأمراض الشائعة والمضادات الحيوية لها

يُشير «طيف مضاد المكروبات للمضاد الحيوي» إلى نطاق المِكروبات (الأحياء الدقيقة) التي يمكنه قتلها أو تثبيطها. يمكن تقسيم المضادات الحيويَّة إلى واسعة الطيف وضيقة الطيف بناءً على طيف نشاطها؛ أي أنَّ «واسعة الطيف» يمكنها قتل أو تثبيط مجموعةٍ واسعةٍ من المِكروبات، و«ممتدة الطيف» يمكنها قتل أو تثبيط بكتيريا إيجابية الغرام وبعض سلبية الغرام، و«ضيقة الطيف» يمكنها قتل أو تثبيط أنواعٍ محدودة من البكتيريا.
لا يوجد أيُ مضادٍ حيوي يُغطي جميع أنواع المِكروبات كاملةً حتى اللحظة.

## تحديد
يمكن تحديد «طيف مضاد المِكروبات للمضاد الحيوي» عبر اختبار نشاطه ضد مجموعةٍ واسعةٍ من المِكروبات في المختبر. ولكن على الرغم من ذلك، إلا أنَّ نطاق المِكروبات التي يُمكن للمضاد الحيوي قتلها أو تثبيطها في الأَحْياء قد لا يكون دائمًا هو نفس الطيف المعتمد على البيانات التي جُمعت في المختبر.

## الأهمية
تمتلك المضادات الحيوية ضيقة الطيف ميلًا منخفضًا لتحفيز مقاومة المِكروبات للأدويَّة ولا يُرجح تثبيطها للميكروبيوم (النبيت المجهري الطبيعي). من ناحيةٍ أخرى، فإنَّ الاستخدام العشوائي للمضادات الحيوية واسعة الطيف يؤدي إلى تحفيز تطور مقاومة المِكروبات للأدويَّة وتعزيز حالة الطوارئ للمِكروبات المقاومة للأدوية المتعددة، إضافةً إلى تأثيراتٍ غير مستهدفة بسبب اختلال الميكروبيوم. قد يكون لها أيضًا آثارٌ جانبية، مثل الإسهال أو الطفح الجلدي. عمومًا، تمتلك المضادات الحيوية واسعة الطيف دواعي استعمال واسعة، لذلك تستخدم على نطاق واسع. توصي اللجنة الاستشارية لممارسات مكافحة العدوى في الرعاية الصحية (HICPAC) باستخدام المضادات الحيوية ضيقة الطيف كلما أمكن ذلك.

## أمثلة
- مضادات حيويَّة واسعة الطيف (الاسم العلمي: Broad-spectrum antibiotic): سيبروفلوكساسين، دوكسيسايكلين، مينوسيكلين، تيتراسايكلن،[1] إيميبينيم، أزيثرومايسين
- مضادات حيويَّة ممتدة الطيف (الاسم العلمي: Extended-spectrum antibiotic): أمبيسيلين[1]
- مضادات حيويَّة ضيقة الطيف (الاسم العلمي: Narrow-spectrum antibiotic): سارسيكلين،[10] فانكوميسين، آيزونيازيد[1]

## روابط خارجية
- اللجنة الاستشارية لممارسات مكافحة العدوى في الرعاية الصحية